# Польди-Пеццоли, Джан Джакомо
Джан Джакомо Польди-Пеццоли д’Альбертоне (итал. Gian Giacomo Poldi Pezzoli d’Albertone; 27 июля 1822 года — 6 апреля 1879 года) — миланский коллекционер итальянского искусства. Основатель музея Польди-Пеццоли в Милане.

## Биография
Сын Розины Тривульцио (1800—1859) и Джузеппе Польди-Пеццоли (1768—1833) из Пармы, унаследовавший от дяди Джузеппе Пеццоли фамилию, титул и огромное состояние, накопленное семьёй в XVIII веке в качестве сборщиков налогов в Ломбардо-Венецианском королевстве. Он рос в богатой и культурной среде. Отец был богатым землевладельцем, который получил наследство от своего дяди (которое среди прочего включало миланский дворец, где сейчас находится музей). Мать также происходила из благородного миланского семейства (потомки маршала Тривульцио), что позволило ему жить и развиваться в тесном контакте с литературным, художественным и культурным миром начала девятнадцатого века. Его дед, Джан Джакомо Тривульцио, маркиз Сесто-Ультериано, также собирал произведения искусства.
С 1849 года Польди-Пеццоли начал собирать важную коллекцию, состоящую из картин Сандро Ботичелли, Пьеро делла Франчески, Антонио дель Поллайоло, Франческо Гварди, Андреа Мантенья, Козимо Тура, Джованни Беллини и Бернардо Дадди, а также многочисленные предметы интерьера, оружие, бронза, посуда, ювелирные изделия, ковры. Местом его нового частного музея был восстановленный им отцовский дворец.

## Политическая роль
Помимо того, что он был одним из самых ярких представителей миланской аристократии, он был человеком с глубокими патриотическими чувствами и выступал за объединение Италии. Об этом свидетельствует тот факт, что, при участие других дворян, он приобрёл целое артиллерийское командование, с целью помочь Ломбардской армии и субсидировать пьемонтскую армию. Он также принял участие в восстании «Пять дней Милана», которое затем положило начало Первым итальянским войнам за независимость.

## Создание коллекции
В 1850 г. Польди-Поццоли начал собирать произведения эпохи Ренессанса. В его коллекции представлены такие имена, как Боттичелли, Мантенья, Джорджо Скьявоне, Козимо Тура, Карло Кривелли, Джованни Беллини, Пьеро дель Поллайоло, Витале дельи Экви, Пьетро Лоренцетти.
Директор Академии Брера, Джузеппе Мольтени, сыграл решающую роль в создании картинной галереи. Обладая знаниями антиквара, посредника и реставратора, он помог Польд-Пеццоли найти контакт с окружением ценителей-коллекционеров.
Между этим кругом европейских ценителей и Польди-Пеццоли родились очень плодотворные отношения. Отто Мюндлер и Чарльз Лок Листлейк, эмиссар и директор Лондонской национальной галереи, конкурировали с Польди-Пеццоли в покупке картин художников эпохи Возрождения.
Джузеппе Бертини помог Польди-Пеццоли с произведениями прикладного искусства и информацией о поставках миланских антикваров. Также его консультировал знаменитый Морелли, с которым Польди-Пеццоли познакомился в 1861 г.

## Смерть
Умер от приступа стенокардии в семейном дворце в Милане. Согласно его завещательному распоряжению, дворец и содержащиеся в нем коллекции были переданы художественному фонду Польди-Пеццоли, который учредил музей. Музей был официально открыт 26 апреля 1881 года. Был похоронен в Белладжио в парке виллы Тривульцио в неоготическом мавзолее, спроектированном Карло Мачакини.